# HMS Cayman (K506)
La HMS Cayman (K506) fue una fragata clase Colony de la Marina Real británica.

## Historia
Fue puesta en grada el 15 de julio de 1943, fue botada el 6 de septiembre de ese mismo año, y puesta en servicio el 20 de enero de 1944. Siendo construida inicialmente para la Armada de los Estados Unidos, se denominó USS Harland (PF-78). Transferida a la Marina Real británica, adoptó el nombre HMS Cayman (K506). Tras un servicio de tres años, en 1946, fue devuelta a los Estados Unidos y retirada definitivamente.